# サンクトペテルブルク環状道路

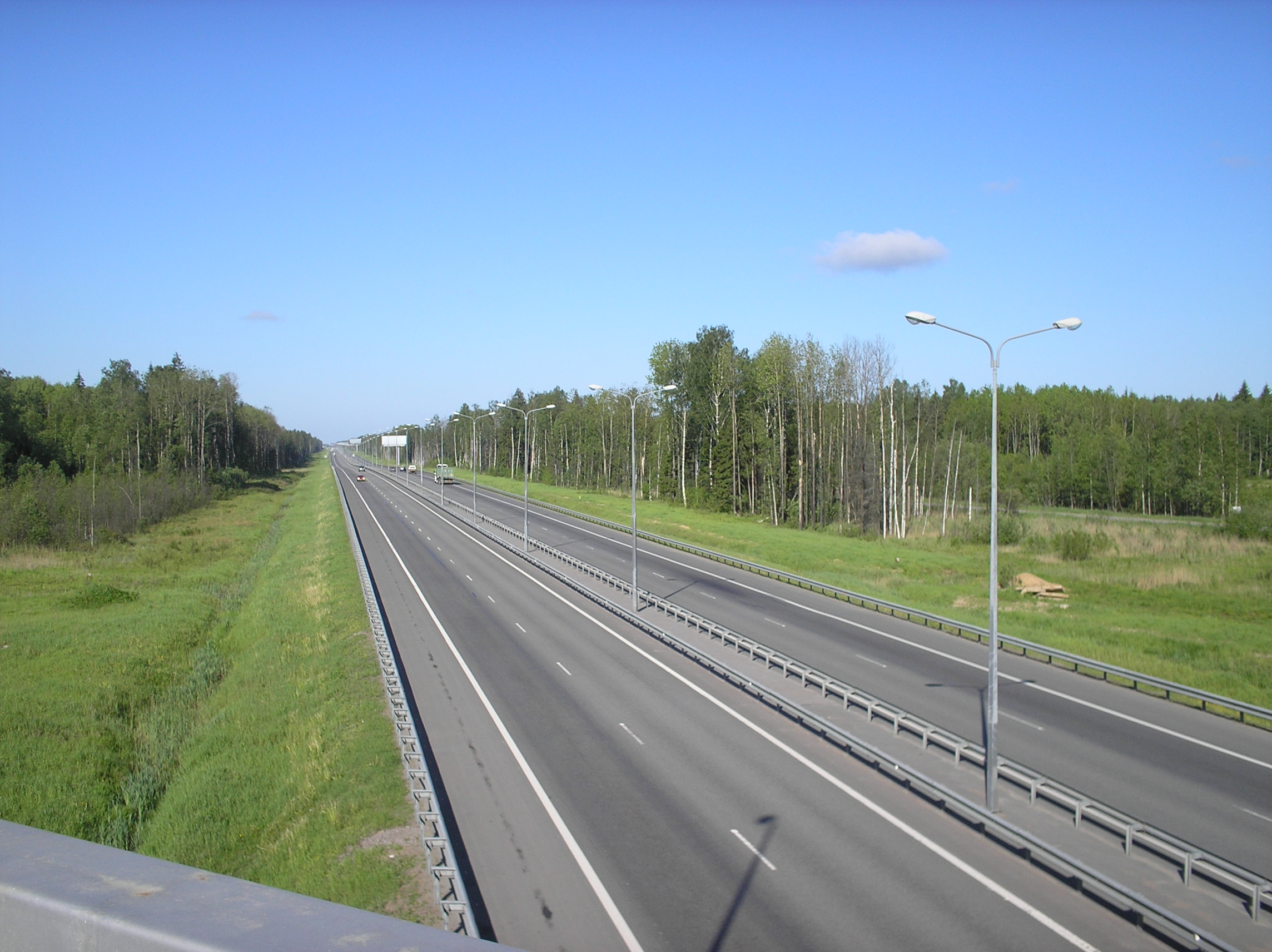
サンクトペテルブルク環状道路（ゴルスカヤ付近）

サンクトペテルブルク環状道路（サンクトペテルブルクかんじょうどうろ、ロシア語:Кольцевая автодорога Санкт-Петербурга）は、ロシアのサンクトペテルブルク市郊外を環状に結ぶ自動車専用道路である。総延長142kmで4車線から8車線で設計されている。ロシア連邦道路の指定を受けており、路線番号は「A118」である。

## 概要
サンクトペテルブルク環状道路は、1965年に初めて構想が浮上し、1979年に西側のフィンランド湾を横断する区間の工事が始まった。この区間は水害防止用のダムの役割も兼ねていたため、優先的に工事が行われた。技術的に困難な地勢であることや、巨額の建設資金の確保の問題で工事はゆっくりした進度で進んでいたが、1991年のソビエト連邦解体後の経済の混乱で工事は長期間停止した。
2001年に建設が全面再開されて、翌2002年には一部使用も開始した。2007年にはプルコヴォ空港へのアクセスができるようになった。環状道路の南西部分およびフィンランド湾のクロンシュタット島から南岸への橋が未完成であったが、市内の交通に大いに役立っているだけでなく、誘致した外国企業の工場をこの環状線に沿って配置させる などの効果を生みだした。工事は2009年7月に約70%まで進捗した。
その後、建設は順調に進み、平行して建設されていたサンクトペテルブルク・ダムも完成して、2011年8月にロシア大統領・首相の列席の下にサンクトペテルブルク環状道路の開通式が行われた。
この環状道路の真ん中を北から南へ「西高速直径道路」が結んでいる。